# Die Leihmutter
Die Leihmutter ist ein südkoreanischer Film von Im Kwon-taek aus dem Jahre 1987. Er ist auch unter dem Titel The Surrogate Woman bekannt. Erstaufführung war am 21. März 1987.

## Handlung
Zentrales Ziel des Filmes ist es, die Männergesellschaft anhand der Leihmutterschaft vor Augen zu führen, die praktiziert wird, um einen männlichen Erbfolger zu sichern (Hauptgrund dafür ist der koreanische Ahnenkult). Dies geschieht jedoch ohne Rücksicht auf die Gefühle der Leihmutter oder der unfruchtbaren Ehefrau.
Die Geschichte ist im späten 19. Jahrhundert angesiedelt. Der reiche Shin und seine Frau können keine Nachkommen zeugen. Deshalb entscheidet Shins Familie, eine Ersatzmutter hinzuzuziehen. Die Wahl fällt auf die junge Oknyo. Mit der Zeit gewöhnen sich Oknyo und Shin aneinander, was der unfruchtbaren Ehefrau natürlich nicht gefällt. Oknyo genießt zunächst das verwöhnende Leben der Reichen. Dabei verdrängt sie jedoch die Tatsache, dass sie lediglich als Dienerin eingestellt ist. Dies rächt sich nach der Geburt allerdings bitter. Sie kann die Trennung von ihrem Kind nicht verkraften und nimmt sich das Leben.

## Auszeichnungen
Hauptdarstellerin Kang Soo-yeon wurde beim Filmfestival von Venedig als beste Schauspielerin ausgezeichnet.
Zusätzlich gewann der Film drei Preise beim 32. Asia-Pacific Film Festival 1987: bester Film und beste Regie (Im Kwon-taek), sowie beste Nebendarstellerin (Pang Hui).
Auch im heimischen Südkorea konnte Sibaji Preise gewinnen. Beim 25. Dae Jong Award, wurde er für die beste Kamera (Ku Jung-mo) und die beste Lichtgestaltung (Kang Kwang-ho) ausgezeichnet. Beim 7. Film Critics Awards erhielt der Film den Preis für die beste Kamera sowie den Spezialpreis der Jury.

## Kritiken
- “Im Kwon-Taek erzählt [...] analytisch wie eh und je. Das Melodram, das in dieser Geschichte steckt, wird ganz Struktur der Beobachtung.” - www.jump-cut.de (Ekkehard Knörer)[1]
- “Im's analysis of Confucian blockages in the Korean psyche seems all too cogent. And his mastery of image, tone and rhythm is unassailable.” (Ims Analyse konfuzianischer Blockierungen in der koreanischen Psyche wirkt allzu überzeugend. Und seine Beherrschung von Bild, Ton und Rhythmus ist unanfechtbar.) - www.timeout.com (TR)[2]
- “In dichten, sinnlichen Bildern stellt der Film Tradition und Ahnenkult in Frage und erzählt von der Unmöglichkeit, übernommene, starre Regeln mit einer lebendigen Lebensweise zu vereinbaren. Das in die Historie verlegte Thema der Leihmutterschaft kann als Metapher für die skrupellose Ausbeutung natürlicher Ressourcen gedeutet werden.” - Lexikon des internationalen Films[3]